# Joanna (Caroline du Sud)
Pour les articles homonymes, voir Joanna.
Joanna est une census-designated place située dans le comté de Laurens, dans l’État de Caroline du Sud, aux États-Unis. Lors du recensement de 2020, elle comptait 1 517 habitants.